# (4502) Elizabethann
(4502) Elizabethann (1989 KG) – planetoida z grupy pasa głównego asteroid okrążająca Słońce w ciągu 4,31 lat w średniej odległości 2,65 j.a. Odkryta 29 maja 1989 roku.